# Herb Wołczyna
Herb Wołczyna – jeden z symboli miasta Wołczyn i gminy Wołczyn w postaci herbu.

## Wygląd i symbolika
Herb przedstawia w czarnym tle białą, drewniana, ciosową, blankowaną wieżę z otwartą bramą i dwoma oknami, która stoi na srebrnym półksiężycu. Na zakończeniu jego rogów umieszczone są dwie sześcioramienne złote gwiazdy.

## Historia
Nie jest znane pochodzenie wizerunku herbowego, choć jak głosi legenda, herb widniał już na akcie nadania praw miejskich. Takie godło występuje na pieczęciach miejskich począwszy od XVI w. 